# 訪問看護療養費
訪問看護療養費（ほうもんかんごりょうようひ）とは、健康保険法等を根拠に、日本の公的医療保険において、被保険者が受けた訪問看護について保険給付を行うものである。平成6年の改正法施行により、それまで老人保健法に基づいて行われていた訪問看護を、全世代に拡充する形で公的医療保険にも導入した。
現行の日本の保険医療では、保険医療機関でない事業者から受けた訪問看護は療養の給付の対象外とされている。それゆえ、所定の要件を満たした訪問看護については、保険給付を行おうとするものである。以下では健康保険法に基づいて述べるが、他の公的医療保険（船員保険、国民健康保険、後期高齢者医療制度、共済組合等）でも内容はほぼ同一である。
- 健康保険法について、以下では条数のみ記す。

## 概要
被保険者が、自己の選定する指定訪問看護事業者から、指定訪問看護を受けたときは、保険者が必要と認める場合に限り、その指定訪問看護に要した費用について、訪問看護療養費を支給する（第88条1~3項）。被扶養者の指定訪問看護にかかる給付は、家族訪問看護療養費として給付が行われる（第111条）。日雇特例被保険者及びその被扶養者についても、保険料納付要件を満たすことにより、同様に給付が行われる（第133条）。
- 「指定訪問看護」とは、「疾病又は負傷により、居宅において継続して療養を受ける状態にある者（主治の医師がその治療の必要の程度につき厚生労働省令で定める基準に適合していると認めたものに限る。）に対し、その者の居宅において看護師その他厚生労働省令で定める者が行う療養上の世話又は必要な診療の補助（保険医療機関等又は介護保険法第8条28項に規定する介護老人保健施設によるものを除く）」とされる。
  - 「その治療の必要の程度につき厚生労働省令で定める基準」とは、病状が安定し、又はこれに準ずる状態にあり、かつ、居宅において看護師等が行う療養上の世話及び必要な診療の補助を要することとする（施行規則第67条）。
  - 「看護師その他厚生労働省令で定める者」とは、看護師のほか、保健師、助産師、准看護師、理学療法士、作業療法士及び言語聴覚士のことである（施行規則第68条）。この中に医師は含まない。

訪問看護療養費の額は、当該指定訪問看護につき指定訪問看護に要する平均的な費用の額を勘案して厚生労働大臣が定めるところにより算定した費用の額から、その額に第74条1項各号に掲げる場合の区分に応じ、同項各号に定める割合を乗じて得た額（療養の給付に係る同項の一部負担金について第75条の2第1項各号の措置が採られるべきときは、当該措置が採られたものとした場合の額）を控除した額とする。厚生労働大臣は、この定めをしようとするときは、中央社会保険医療協議会に諮問するものとする（第88条4,5項）。具体的には一部負担金に相当する額（基本利用料。原則3割。10円未満四捨五入）及び交通費、おむつ代等の実費を事業者に支払うことになる。指定訪問看護事業者は、指定訪問看護に要した費用につき、その支払を受ける際、当該支払をした被保険者に対し、基本利用料及び他の利用料について、個別の費用ごとに区分して記載した領収証を交付しなければならない（第88条9項、施行規則第72条）。基本利用料として算定できる指定訪問看護の回数は、原則として利用者1人につき週3回を限度とする（平成28年3月4日保発0304第12号）。指定訪問看護を受けようとする者は、被保険者証を（70歳以上の者は、一部負担割合の記載された高齢受給者証を添えて）当該当該指定訪問看護事業者に提出しなければならない（施行規則第70条）。

## 指定訪問看護事業者
「指定訪問看護事業者」とは、第88条1項により訪問看護事業を行う事業者として、厚生労働大臣が指定する者である。この指定は、訪問看護事業を行う者の申請により、訪問看護事業を行う事業所（以下「訪問看護事業所」という。）ごとに行う。申請書は、以下の事項を記載して、事業所の所在地を管轄する地方厚生局長に提出しなければならない（規則第74条）。
1. 申請者の名称及び主たる事務所の所在地並びにその代表者の氏名及び住所
2. 訪問看護ステーションとなる事業所の名称及び所在地
3. 当該指定に係る訪問看護事業の開始の予定年月日
4. 申請者の定款、寄附行為又は条例等
5. 申請者が、現に他の訪問看護ステーション、病院、診療所又は介護老人保健施設の開設者であるときは、その概要
6. 申請者が、同時に他の訪問看護ステーション、病院、診療所又は介護老人保健施設を開設しようとするときは、その概要
7. 訪問看護ステーションとなる事業所の平面図並びに設備及び備品等の概要
8. 指定訪問看護を受ける者の予定数
9. 訪問看護ステーションとなる事業所の管理者その他の職員の氏名及び経歴（看護師等については、免許証の写しを添付すること。）並びに管理者の住所
10. 運営規程
11. 職員の勤務の体制及び勤務形態
12. 事業計画
13. 保健、医療又は福祉サービスの提供主体との連携の内容
14. 指定訪問看護の事業に係る資産の状況
15. その他厚生労働大臣が必要と認める事項

指定訪問看護事業者は、指定訪問看護の事業の運営に関する基準に従い、訪問看護を受ける者の心身の状況等に応じて自ら適切な指定訪問看護を提供するものとする（第90条）。指定訪問看護事業者及び当該指定に係る訪問看護事業所の看護師その他の従業者は、指定訪問看護に関し、厚生労働大臣の指導を受けなければならない（第91条）。指定訪問看護事業者は、当該指定に係る訪問看護事業所ごとに、厚生労働省令で定める基準に従い厚生労働省令で定める員数の看護師その他の従業者を有しなければならない（第92条1項）。指定訪問看護事業者は、訪問看護ステーションの見やすい場所に、訪問看護ステーションである旨を掲示しなければならない（施行規則第75条）。
指定訪問看護事業者は、当該指定に係る訪問看護事業所の名称及び所在地その他厚生労働省令で定める事項に変更があったとき、又は当該指定訪問看護の事業を廃止し、休止し、若しくは再開したときは、厚生労働省令で定めるところにより、10日以内に、その旨を厚生労働大臣に届け出なければならない（第93条）。厚生労働大臣は、訪問看護療養費の支給に関して必要があると認めるときは、指定訪問看護事業者又は指定訪問看護事業者であった者若しくは当該指定に係る訪問看護事業所の看護師その他の従業者であった者に対し報告若しくは帳簿書類の提出若しくは提示を命じ、指定訪問看護事業者若しくは当該指定に係る訪問看護事業所の看護師その他の従業者（指定訪問看護事業者であった者等を含む。）に対し出頭を求め、又は当該職員に関係者に対して質問させ、若しくは当該指定訪問看護事業者の当該指定に係る訪問看護事業所について帳簿書類その他の物件を検査させることができる（第94条1項）。

## 指定訪問看護の事業の運営に関する基準
指定訪問看護の事業の運営に関する基準は、厚生労働大臣が定める、とされ（第92条2項）、現在、「指定訪問看護の事業の人員及び運営に関する基準」（平成12年厚生省令第80号）が告示されている。厚生労働大臣は、この基準（指定訪問看護の取扱いに関する部分に限る。）を定めようとするときは、中央社会保険医療協議会に諮問するものとする（第92条3項）。指定訪問看護の事業は、その利用者が可能な限りその居宅において、その有する能力に応じ自立した日常生活を営むことができるよう、その療養生活を支援し、心身の機能の維持回復を目指すものでなければならない（基準第1条）。
この基準は、指定訪問看護の事業がその目的を達成するために必要な最低限度の基準を定めたものであり、指定訪問看護事業者は、常にその事業の運営の向上に努めなければならない。基準を満たさない場合には、指定訪問看護事業者の指定は受けられず、また、運営開始後、基準を下回るに至った場合、地方厚生（支）局の指導等の対象となり、この指導等に従わない場合には、当該指定を取り消すことができる（平成12年3月31日保発70号、老発397号）。
事業所ごとに置くべき人員配置
指定訪問看護ステーションの職員には、それぞれの職務を遂行する熱意と能力を有するものを充てることが、利用者の療養生活の質の向上を図る観点から極めて重要である（平成12年3月31日保発70号、老発397号）。
- 保健師、助産師、看護師又は准看護師 - 指定訪問看護ステーションの看護職員の勤務延時間数を当該指定訪問看護ステーションにおいて常勤の看護職員が勤務すべき時間数で除して得た数が2.5以上となる員数。うち一名は、常勤でなければならない（基準第2条1項1号）。
- 理学療法士、作業療法士又は言語聴覚士 - 指定訪問看護ステーションの実情に応じた適当数（基準第2条1項2号）。
- 管理者 - 指定訪問看護ステーションごとに専らその職務に従事する常勤の管理者を置かなければならない。管理者は、保健師、助産師又は看護師でなければならない。管理者は、適切な指定訪問看護を行うために必要な知識及び技能を有する者でなければならない（基準第3条）。管理者は、医療機関における看護、訪問看護又は保健指導の業務に従事した経験のある者であること。さらに、管理者としての資質を確保するために関連機関が提供する研修等を受講していることが望ましい（平成28年3月4日保発0304第14号・老発0304第1号）。やむを得ない理由がある場合により保健師、助産師又は看護師以外の者を管理者とする場合（基準第3条2項但書）には、本来の管理者の長期間の傷病又は出張等のやむを得ない理由があり、かつ、指定訪問看護ステーションの管理をする者が、利用者の療養生活の質の向上に関し相当の知識、経験及び熱意を有し、過去の経歴等を勘案して指定訪問看護ステーションの管理者としてふさわしいと認められる者であるものとして地方厚生（支）局長の承認を受けた場合に限られるものであること。ただし、この場合においても、可能な限り速やかに常勤の保健師、助産師又は看護師の管理者が確保されるように努めなければならない（平成12年3月31日保発70号、老発397号）。

運営
- 指定訪問看護事業者は、指定訪問看護の提供の開始に際し、あらかじめ、当該指定訪問看護を受けるために申込みを行う者又はその家族に対し、運営規程の概要、看護師等の勤務の体制その他の利用申込者の指定訪問看護の選択に資すると認められる重要事項を記した文書を交付して説明を行い、当該提供の開始について利用申込者の同意を得なければならない（基準第5条）。当該同意については、利用者及び指定訪問看護事業者双方の保護の立場から書面によって確認することが望ましい（平成12年3月31日保発70号、老発397号）。
- 指定訪問看護事業者は、正当な理由なく指定訪問看護の提供を拒んではならない（基準第6条）。特に、必要とする療養上の世話の程度が重いことをもって利用を拒否することを禁止するものである（平成12年3月31日保発70号、老発397号）。指定訪問看護事業者は、利用申込者の病状、当該指定訪問看護ステーションの通常の事業の実施地域等を勘案し、自ら適切な指定訪問看護を提供することが困難であると認めた場合は、主治の医師への連絡を行い、適当な他の指定訪問看護事業者等を紹介する等の必要な措置を速やかに講じなければならない（基準第7条）。
- 指定訪問看護事業者は、指定訪問看護の提供を求められた場合は、その者の提示する被保険者証によって、指定訪問看護を受ける資格があることを確かめなければならない（基準第8条）。
- 指定訪問看護事業者は、看護師等に身分を証する書類を携行させ、初回訪問時及び利用者又はその家族から求められたときは、これを提示すべき旨を指導しなければならない（基準第11条）。この証書等には、当該指定訪問看護ステーションの名称、当該看護師等の氏名を記載するものとし、当該看護師等の写真の貼付や職能の記載を行うことが望ましい（平成12年3月31日保発70号、老発397号）。
- 指定訪問看護は、利用者の心身の特性を踏まえて、利用者の療養上妥当適切に行い、日常生活の充実に資するようにするとともに、漫然かつ画一的なものとならないよう、療養上の目標を設定し、計画的に行われなければならない（基準第14条）。指定訪問看護の提供に当たっては、医学の進歩に対応した適切な看護の技術をもって行うことができるよう、新しい技術の習得等、研鑽を積むことを定めたものであり、医学の立場を堅持し、広く一般に認められていない看護等については行ってはならない（平成12年3月31日保発70号、老発397号）。
- 管理者は、主治の医師の指示に基づき適切な指定訪問看護が行われるよう必要な管理をしなければならない。指定訪問看護事業者は、指定訪問看護の提供の開始に際し、主治の医師による指示を文書で受けなければならない。指定訪問看護事業者は、利用者の病状及び心身の状態について、定期に主治の医師に指定訪問看護の提供の継続の要否を相談しなければならない。指定訪問看護事業者は、主治の医師に訪問看護計画書及び訪問看護報告書を提出し、指定訪問看護の提供に当たって主治の医師との密接な連携を図らなければならない。（基準第16条）。ここでいう「主治の医師」とは、利用申込者の選定により加療している保険医療機関の保険医をいい、主治医以外の複数の医師から指示書の交付を受けることはできない。訪問看護の実施に当たっては、特に保険医療機関内の場合と異なり、看護師が単独で行うことに十分留意するとともに慎重な状況判断等が要求されることを踏まえ、主治医との密接かつ適切な連携を図ること（平成12年3月31日保発70号、老発397号）。
- 指定訪問看護事業者は、指定訪問看護ステーションごとに、次に掲げる事業の運営についての重要事項に関する規程（運営規程）を定めておかなければならない（基準第21条）。
  1. 事業の目的及び運営の方針
  2. 従業者の職種、員数及び職務の内容
  3. 営業日及び営業時間
  4. 指定訪問看護の内容及び利用料その他の費用の額
  5. 通常の事業の実施地域
  6. 緊急時等における対応方法
  7. その他運営に関する重要事項
- 指定訪問看護事業者は、指定訪問看護ステーションの見やすい場所に、運営規程の概要、看護師等の勤務の体制その他の利用申込者の指定訪問看護の選択に資すると認められる重要事項を掲示しなければならない（基準第24条）。